# Michel Henriquet
Michel Henriquet (21 juillet 1924 - 8 décembre 2014) est un cavalier français de dressage.

## Biographie
Michel Henriquet a été membre de la Commission nationale de dressage, conseiller technique dressage auprès du Cadre noir de Saumur. Entraîneur de nombreux cavaliers, il a conduit son épouse Catherine Durand au niveau de vice-championne, et championne de France et aux Jeux olympiques de Barcelone.
Il est décédé en décembre 2014 à l'âge de 90 ans .

## Fonctions
Il est un spécialiste reconnu du cheval ibérique. Président d’honneur et fondateur de l’Association française du cheval lusitanien, Michel Henriquet a contribué à la redécouverte des chevaux ibériques dans les années 1960, par ses articles, ses ouvrages et ses dressages. Vice-président de l’Association pour La légèreté en équitation (Allege-Ideal) fondée en 2002 avec le colonel Christian Carde, ex-écuyer en chef du Cadre noir de Saumur, et le grand champion d'obstacle, Jean d'Orgeix. Michel Henriquet est également le fondateur du mouvement pour la restauration de la Grande Écurie du château de Versailles et le vice-président de l'association pour l'Académie d'art équestre de Versailles.

## Doctrine
Les fondements de sa doctrine sont de rendre le plus abordable et le plus clair possible un ensemble de concepts et de moyens d’exécution dont la valeur tient plus à la finesse avec laquelle ils sont appliqués qu’à leur technique elle-même.
Élève sans interruption pendant 30 ans du maître Nuno Oliveira, «  étudiant à vie » des maîtres classiques, sa doctrine repose, comme celle de son maître sur la synthèse des principes de l’École de Versailles enrichie par certains des éléments novateurs de Baucher. Nuno Oliveira a écrit au sujet de Michel Henriquet : « Son travail repose entièrement sur la décontraction et l’absence de force autant de sa part que de celle des chevaux. Je souhaite qu’il conserve et communique cet idéal de perfection. »